# 2001 en fantasy
| Années de la fantasy : 1998 - 1999 - 2000 - 2001 - 2002 - 2003 - 2004    |
| Décennies de la fantasy : 1970 - 1980 - 1990 - 2000 - 2010 - 2020 - 2030 |

L'année 2001 a été marquée, en matière de fantasy, par les événements suivants.

## Romans - Recueils de nouvelles ou anthologies - Nouvelles
- Omale, de Laurent Genefort.

## Films ou téléfilms
- 22 avril : première mondiale de Shrek au Fox Theatre de Westwood, réalisé par Andrew Adamson et Vicky Jenson, et adaptation très libre du livre pour enfants de William Steig
- 16 novembre : sortie aux États-Unis, au Canada et au Royaume-Uni d'Harry Potter à l'école des sorciers, réalisé par Chris Columbus et adapté du roman de J. K. Rowling.
- 10 décembre : première mondiale du Seigneur des anneaux : La Communauté de l'anneau à l'Odeon Leicester Square de Londres, film réalisé par Peter Jackson et adapté du roman de J. R. R. Tolkien

## Bandes dessinées, dessins animés, mangas
- 10 août : diffusion du téléfilm pilote, et de son premier tiers séparément en tant que premier épisode de la série, de Samouraï Jack